# Балюк Михайло Борисович
Миха́йло Бори́сович Балю́к (нар. 18 вересня 1989 — 9 лютого 2015) — солдат Збройних сил України, учасник російсько-української війни.

## Життєвий шлях
Закінчив 8 класів Микулинської школи, Грицівське ВПУ № 38. Працював на Славутському заводі будівельного фарфору.
Літом 2014-го добровольцем вирушив на фронт, вивозив поранених з поля бою; санітар 7-ї Хмельницької автомобільної санітарної роти — базувалася у Сватовому.
9 лютого 2015-го машина «швидкої допомоги» їхала назустріч медичному екіпажу, з яким зник зв'язок. Задорожний і Лагунов перебували в медичному автомобілі, Кончевич — у медичному БТРі. Під час евакуації поранених з позиції «Хрест» (Дебальцеве) до Бахмута (на той час Артемівськ), машина потрапила в засідку та підірвалася на фугасі поблизу села Логвинове, після чого її розстріляли прямим наведенням. Сергій Кацабін загинув разом з екіпажем санітарної машини Анатолієм Сулімою та Михайлом Балюком й пораненим молодшим сержантом Олександром Кравченком. Тоді ж загинули Василь Задорожний, Тарас Кончевич, Дмитро Лагунов, Максим Овчарук. Одному пораненому вдалося врятуватися — його викинуло з автівки вибуховою хвилею.
Тіла загиблих кілька разів намагались вивезти з-під обстрілу. 21 лютого вдалось домовитися з терористами про обмін, 23 лютого зі Сватового повідомили, що знайдені тіла двох санітарів-добровольців.
Без Михайла лишились батьки, брат і сестра.
Похований у селі Микулин.

## Нагороди та вшанування
- Указом Президента України № 270/2015 від 15 травня 2015 року — орденом «За мужність» III ступеня (посмертно)[1]
- відзнака «Народний Герой України» (посмертно, 24.7.2016)
- Почесний громадянин міста Славута (27.3.2015, посмертно)
- у Микулинській ЗОШ І—ІІ ступенів 29 травня 2015 року відкрито меморіальну дошку Михайлові Балюку
- у Грицівському ВПУ-38 відкрито меморіальні дошку випускникам Михайлові Балюку та Романові Веремійчуку.